# Чуня (мультфильм)
«Чуня» — советский рисованный мультфильм киностудии «Союзмультфильм», снятый в 1968 году Юрием Прытковым по мотивам одноимённой сказки Екатерины Каргановой.

## Сюжет
В маленьком домике живёт поросёнок Чуня, который купался и плескался в воде. Мама-свинья просит своего малыша, чтобы он больше не плескался, после чего поливает его водой из кувшина,  вытирает полотенцем и усаживает завтракать. Чуня ел пирожок с вареньем и пил молоко. Затем мама отправляет сына погулять.
На первый раз поросёнок Чуня увидел потерявшегося и заблудившегося цыплёнка. Чуня выслушал произошедшее от цыплёнка, после чего отвёз его на спине к маме-курице. Та благодарит Чуню за спасение.
На второй раз Чуня встречается с «работающим» крольчонком — он выслеживает крольчиху. Когда она уйдёт, он утащит морковку, поскольку он считает, что крольчиха ему откажет в просьбе. Чуня не понимает, поэтому крольчонок ведёт его к крольчихе, которая собирала морковку в корзину. Воспитанный поросёнок объясняет товарищу, что так делать нельзя, ведь если вежливо попросить, то тебе обязательно всё дадут и так. Чуня просит у крольчихи морковку, та соглашается и тут же делится с крольчонком своим урожаем. В итоге крольчонок заполучил морковку.
Далее Чуня встречает пса и щенка, который испачкался в краске. Пёс обзывает щенка «поросёнком» и отправляет его домой. Чуня, выслушав это, говорит, что поросёнок — это он сам, с чем пёс его «поздравляет».
Прыгая вслед за лягушонком, Чуня встречает котёнка Мурзю, который пил молоко, лазая лапами в миску. Чуня смеётся над ним, но приходит папа-кот и делает сыну замечание, что чавкают, чмокают и лезут лапками в тарелку только поросята. Чуня пытался возражать, но кот повторяет своему сыну ещё раз, что всё это делают поросята.
Далее Чуня видит, как утята играют с камнем, как с мячом. Приходит мама-утка и удивляется, что за «поросячий визг». Чуня не выдерживает того, что утка назвала утят «поросятами», и, будучи доведённым до отчаяния, расплакивается и возвращается домой. Своей маме он рассказывает, как он не хочет быть поросёнком, а вместо этого он хочет быть птичкой, однако летать он не умеет, несмотря на все попытки. Крольчонок и цыплёнок, которым Чуня помогал в пути, уговаривают его остаться поросёнком, чтобы подбодрить Чуню (при этом крольчонок угощает поросёнка морковкой). Мама же говорит сыну, что важно то, какой он, и тот радостно соглашается остаться поросёнком.

## Создатели
- Автор сценария: Екатерина Карганова[3]
- Режиссёр: Юрий Прытков
- Художник-постановщик: Александр Волков
- Композитор: Михаил Зив
- Оператор: Михаил Друян
- Звукооператор: Борис Фильчиков
- Ассистенты: Николай Ерыкалов, Татьяна Домбровская, Н. Наяшкова
- Художники-мультипликаторы: Юрий Бутырин, Рената Миренкова, Марина Восканьянц, Антонина Алёшина, Леонид Каюков, Елизавета Комова
- Художники: Аркадий Шер, Всеволод Максимович, Ирина Светлица
- Роли озвучивали: 
  - Тамара Дмитриева — Чуня
  - Маргарита Докторова — Курица / Крольчиха
  - Евгений Леонов — Кот
  - Анатолий Папанов — Пёс
  - Лидия Рюмина — Свинья
  - Клара Румянова —
  - Мария Виноградова — Крольчонок (в титрах не указана)
  - Юрий Хржановский — Щенок (в титрах не указан)
  - Александра Панова — Утка
- Монтаж: Елены Тертычной
- Редактор: Пётр Фролов
- Директор картины: Анна Зорина